# Oh Jang-eun
Oh Jang-eun ((오장은?, 吳章銀?); Jeju, 24 luglio 1985) è un ex calciatore sudcoreano, centrocampista del Suwon Samsung Bluewings.